# Colin James
Pour les articles homonymes, voir James.
Colin James Munn (né le 17 août, 1964 à Regina, Saskatchewan) est un chanteur et guitariste canadien jouant surtout du blues et du rock.

## Biographie
En grandissant, James a enseigné des leçons de guitare sur une réserve locale et a aussi été introduit au son de Stevie Ray Vaughan par son beau-père. James quitte l'école à la dixième année d'études et déménage à Vancouver en 1980.

## Discographie
- 2012 : Fifteen
- 2011 : Take it From The Top: The Best Of Colin James (compilation)
- 2009 : Rooftops and Satellites
- 2007 : Colin James and the Little Big Band : Christmas
- 2006 : Colin James and the Little Big Band III
- 2005 : Limelight
- 2003 : Traveler
- 2000 : Fuse
- 1998 : Colin James and the Little Big Band II
- 1997 : National Steel (avec Colin Linden)
- 1995 : Then Again... (compilation)
- 1995 : Bad Habits
- 1993 : Colin James and the Little Big Band
- 1990 : Sudden Stop
- 1988 : Colin James

## Prix Juno
James a été nommé pour 14 prix Juno, gagnant de six d'entre eux.